# Werner Pfeiler
Werner Pfeiler (* 1941 in Wien) ist ein österreichischer Grafiker und Briefmarkenstecher, welcher für Österreich, Luxemburg, San Marino und Liechtenstein Briefmarken entworfen hat.

## Leben

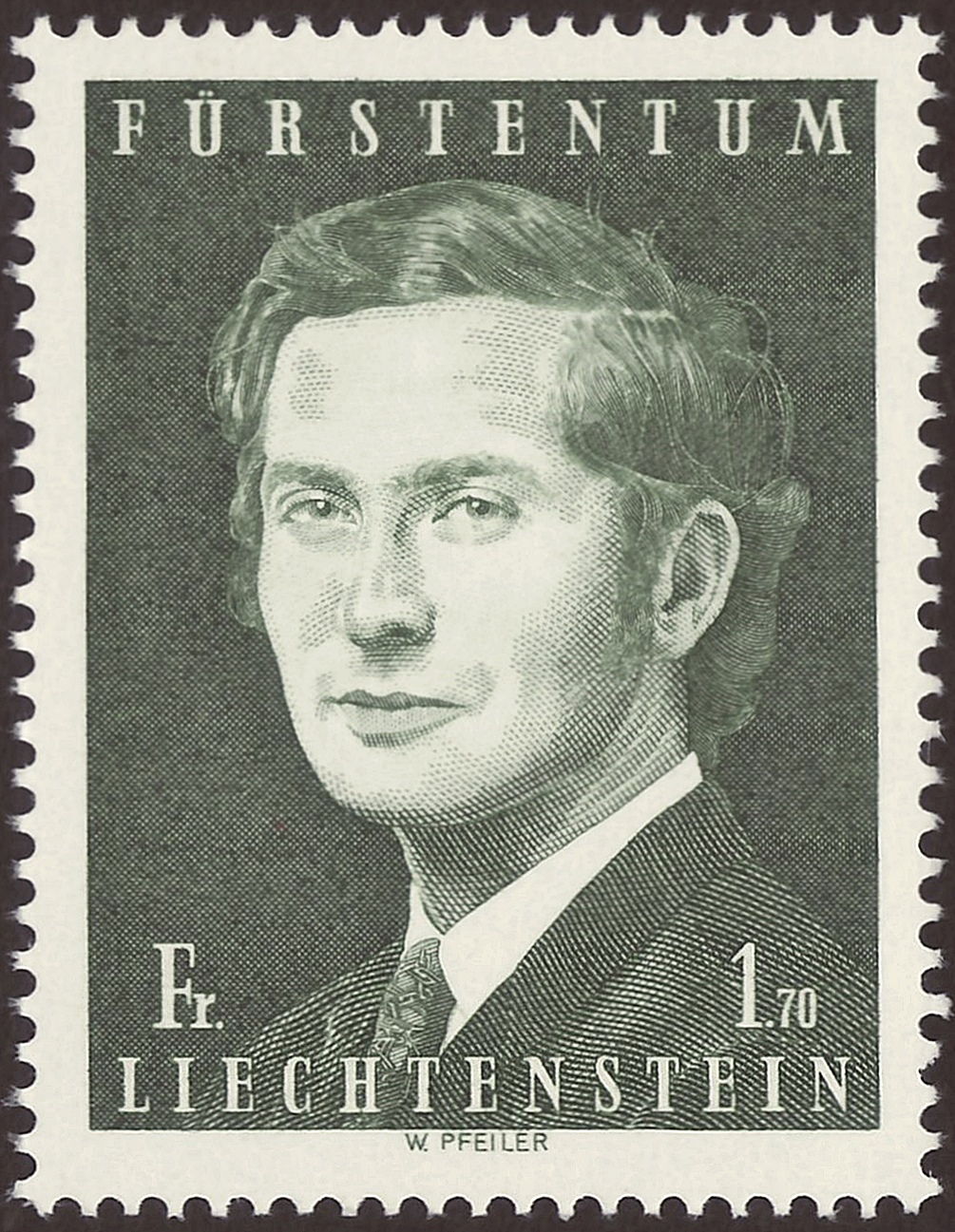
Liechtensteiner Briefmarke mit einem Porträt des Erbprinzen Hans Adam von 1974, entworfen von Werner Pfeiler

Im Alter von zehn Jahren begann Werner Pfeiler eine Briefmarkensammlung. Außerdem zeigte er großes künstlerisches Talent. Da seine Familie nicht besonders wohlhabend war, wurde er jedoch nicht in Kunst ausgebildet, sondern erlernte stattdessen den Beruf des Graveurs. Während seiner Ausbildung arbeitete er weiter an seinen künstlerischen Fähigkeiten. Er schrieb sich außerdem in die Akademie der bildenden Künste Wien ein. 
Bald wurde Pfeiler so prominent in seinem Beruf, dass er die ersten Briefmarken sowie Geldscheine gravierte, beginnend im Jahr 1969. Er entwarf und gravierte 1970 seine erste Briefmarke für Liechtenstein, 1982 gravierte er seine erste und einzige Briefmarke für San Marino und 1984 gravierte er seine erste Briefmarke für Luxemburg. 1976 entwarf er sein erstes Exlibris. Seine letzte Briefmarke gravierte Pfeiler 2004. 
Die Republik Österreich verlieh ihm 1993 den Professorentitel.
Werner Pfeiler lebt in Wien.
Anlässlich seines 80. Geburtstags im Jahr 2021 würdigte ihn die Österreichische Exlibris-Gesellschaft mit der Veröffentlichung seines ausführlichen Lebenslaufs inkl. Abbildungen zahlreicher Werke Pfeilers in ihrem Vereinsorgan Mitteilungen der Österreichischen Exlibris Gesellschaft. Dieser Beitrag wurde auch im Newsletter der FISAE, der internationalen Dachorganisation der weltweiten Exlibris-Gesellschaften, abgedruckt.